# Отборни титли на Първична сила
Отборните титли на Първична сила са кеч шампионски отборни титли, защитаващи се в WWE. Отборните титли на WWE бяха третите световни отборни титли на WWE, и седемте отборни титли, обявени общо през 2002. След като WWE купи компаниите Extreme Championship Wrestling (ECW) и World Championship Wrestling (WCW), разпусна Отборните титли на WCW, и раздели състава си на две марки, Пъврична сила и Разбиване, в разширението на бранша. В резултат на това, оригиналните световни отборни титли на WWE бяха определени само за Първична сила, оставяйки Разбиване без отборни титли. Не след дълго, Отборните титли на федерацията бяха определени за Разбиване.
През 2007, след започването на марката ECW, WWE обяви, че титлите ще бъдат споделени и в двете марки, така титлите ще бъдат залагани в мачовете в Разбиване и ECW. През 2009, титлите бяха слети със Световните отборни титли на Първична сила от Карлито и Епико на КечМания 25 и бяха разпознавани като „Обединените отборни титли на WWE“ до август 2010, когато Световите отборни титли бяха разпуснати, в продължение на Отборните титли на федерацията. Шампионските титли се залагат в кеч мачове, които отборите прекратяват с сценични финали.
След второто разширяване на марките през средата на 2016, титлите стават самостоятелни титли на Първична сила, след като Разбиване създават Отборните титли на Разбиване.

## Носители
Първите шампиони бяха Крис Беноа и Кърт Енгъл, като спечелиха финала на турнира през октомври 2002. Общо е имало 46 различни отборнии шампиони, и 70 индивидуални шампиони, където отборите на Хийт Слейтър и Джъстин Гейбриъл, МНМ (Джони Найтро и Джоуи Мъркюри) са носили титлите общо 3 пъти; докато, Миз, Джон Морисън, Рей Мистерио, Кофи Кингстън и Еди Гереро са държали титлите индивидуално четири пъти. Грамадата и Кейн са най-тежките шампиони, тежащи 367 кг, докато Пол Лондон и Брайън Кендрик са най-леките шампиони, тежащи общо 166 кг и са били шампиони за най-дълго време от 334 дни; докато, Кофи Кингстън държи рекорда за най-дълго индивидуално време като шампион от общо 3812 дни. Джон Сина и Миз са били шампиони за най-кратко време, за 15 минути, тъй като Ядрото използваха техният реванш веднага след като загубиха титлите. Рене Дупри е най-младият шампион на 20 години, докато Били Гън е най-старият на 51 години.
Настоящите шампиони са Шеймъс и Сезаро, които са шампиони за втори път като отбор. Индивидуално, Шеймъс е двукратен шампион, а Сезаро е шампион за трети път. Те печелят титлите, побеждавайки Мат и Джеф Харди на 4 юни 2017 в Балтимор, Мериленд на Екстремни правила.

## Имена
| Име                            | Години                                                             |
| ------------------------------ | ------------------------------------------------------------------ |
| Отборни титли на WWE           | 20 октомври 2002 – 5 април 2009; 16 август 2010 – 4 септември 2016 |
| Обединени отборни титли на WWE | 5 април 2009 – 16 август 2010                                      |
| Отборни титли на Първична сила | 5 септември 2016 –                                                 |